# Ihor Valerijovics Kolomojszkij
Ihor Valerijovics Kolomojszkij (ukránul: Ігор Валерійович Коломойський; Dnyipropetrovszk, 1963. február 13. –) ukrán mérnök, üzletember és politikus. 2014 márciusa és 2015 márciusa között a Dnyipropetrovszki Területi Állami Közigazgatási Hivatal elnöke volt. Ukrajna leggazdagabb üzletemberei közé tartozik. Becslések szerint Ukrajnában a harmadik leggazdagabb ember, míg a Forbes világranglistáján 2019-ben az 1941. helyen állt. A The Economist 2015-ben 1,36 milliárd dollárra becsülte a vagyonát. Üzleti érdekeltségeinek központi eleme a Privat csoport volt, amelyből 2016-ban az ukrán állam elvette a PrivatBankot. Az ukrán mellett izraeli és ciprusi állampolgársággal is rendelkezik. 2022 júliusában elnöki rendelettel megfosztották ukrán állampolgárságától.
2023. szeptember 2-án csalás és pénzmosás vádjával letartóztatták Ukrajnában.